# Castel Viscardo
Castel Viscardo – miejscowość i gmina we Włoszech, w regionie Umbria, w prowincji Terni.
Według danych na rok 2004 gminę zamieszkuje 3046 osób, 117,2 os./km².